# Moscardia varna
Moscardia varna är en fjärilsart som beskrevs av Robinson 1986. Moscardia varna ingår i släktet Moscardia och familjen äkta malar.
Artens utbredningsområde är Bolivia. Inga underarter finns listade i Catalogue of Life.